# دائرة الأمم المتحدة للإجراءات المتعلقة بالألغام
دائرة الأمم المتحدة للإجراءات المتعلقة بالألغام  (بالإنجليزية: (UNMAS))‏، هي منظمة تقع في إدارة عمليات حفظ السلام التابعة للأمم المتحدة. أنشئت جمعية الأمم المتحدة للأعمال المتعلقة بالألغام في عام 1997 من قبل الجمعية العامة للأمم المتحدة، وتؤدي وتنسق وتنفذ جميع الجوانب المرتبطة بالتخفيف من الأخطار التي تهدد الألغام والمتفجرات من مخلفات الحرب. تعمل دائرة الأمم المتحدة للأعمال المتعلقة بالألغام في إطار الولايات التشريعية للأمم المتحدة (الجمعية العامة للأمم المتحدة، ومجلس الأمن الدولي، الخ) التي يطلبها الأمين العام للأمم المتحدة أو مسؤوله المعين، أو البلد المتضرر، في الغالب استجابة لحالة طوارئ إنسانية. المدير الحالي هي السيدة أغنيس ماركيللو.